# Gold Cup (Irlanda del Nord)
La Gold Cup fu una competizione calcistica per club dell'Irlanda fino al 1921. Dopo la scissione della Repubblica d'Irlanda dal Regno Unito, la competizione venne disputata solo tra i club dell'Irlanda del Nord.
La competizione fu disputata la prima volta nella stagione 1911/12 dopo che sette delle otto squadre partecipanti avevano lasciato la IFA (solo il Linfield rimase) per fondare una nuova lega calcistica (New IFA). Questa nuova organizzazione creò la competizione. Alla fine della stagione i sette club dissidenti tornarono nella lega. A partire dalla stagione 1912/13 fu quindi la federazione irlandese (IFA) ad organizzare il torneo.

## Ultimo anno della competizione
La Gold Cup fu disputata per l'ultima volta nella stagione 2000/01. L'ultimo club a conquistare questo trofeo fu il Glentoran, al terzo trionfo consecutivo, che sconfisse in finale il Coleraine

## Formato
Il formato della Gold Cup è stato cambiato molte volte nel corso della sua lunga storia, ma la maggior parte delle edizioni si è disputata nella forma di torneo ad eliminazione diretta.
| Anni                | Numero di stagioni | Formula                                                  |
| ------------------- | ------------------ | -------------------------------------------------------- |
| 1911-1912 e 1913-15 | 3                  | Eliminazione diretta                                     |
| 1915-1919           | 4                  | Mini campionato                                          |
| 1919-1920           | 1                  | Eliminazione diretta                                     |
| 1920-1923           | 3                  | Mini campionato                                          |
| 1923-1940           | 17                 | Eliminazione diretta                                     |
| 1940-1947           | 7                  | Mini campionato                                          |
| 1947-1976           | 29                 | Eliminazione diretta                                     |
| 1976-1985           | 9                  | Fase a gironi e finale                                   |
| 1985-1986           | 1                  | Fase a gironi, poi torneo ad eliminazione tra le prime 4 |
| 1986-1999           | 13                 | Fase a gironi e finale                                   |
| 1999-2001           | 2                  | Eliminazione diretta                                     |

Nella stagione 1915/16, ci furono i play-off tra le due squadre in testa alla fine del mini campionato.

## Albo d'oro
| Stagione       | Vincitore          | Punteggio           | Finalista          | Sede                             | Spettatori |
| -------------- | ------------------ | ------------------- | ------------------ | -------------------------------- | ---------- |
| 1911/12        | Belfast Celtic     | 2-0                 | Glentoran          | Grosvenor Park, Belfast          | 9,500      |
| 1912/13        | non disputata      | non disputata       | non disputata      |                                  |            |
| 1913/14 Replay | Lisburn Distillery | 0-0                 | Shelbourne         | Dublin                           |            |
| 1913/14 Replay | Lisburn Distillery | 3-2                 | Shelbourne         | Grosvenor Park, Belfast          |            |
| 1914/15        | Shelbourne         | 1-0                 | Linfield           |                                  |            |
| 1915/16        | Linfield           | 2-0                 | Lisburn Distillery | The Oval, Belfast                |            |
| 1916/17        | Glentoran          | Torneo all'Italiana |                    |                                  |            |
| 1917/18        | Linfield           | Torneo all'Italiana |                    |                                  |            |
| 1918/19        | Linfield           | Torneo all'Italiana |                    |                                  |            |
| 1919/20        | Lisburn Distillery | 3-1                 | Glentoran          | Windsor Park, Belfast            |            |
| 1920/21        | Linfield           | Torneo all'Italiana |                    |                                  |            |
| 1921/22        | Linfield           | Torneo all'Italiana |                    |                                  |            |
| 1922/23        | Cliftonville       | Torneo all'Italiana |                    |                                  |            |
| 1923/24        | Linfield           | 1-0                 | Lisburn Distillery | The Oval, Belfast                |            |
| 1924/25        | Lisburn Distillery | 2-0                 | Queen's Island     | Celtic Park, Belfast             |            |
| 1925/26        | Belfast Celtic     | 3-0                 | Cliftonville       |                                  |            |
| 1926/27        | Linfield           | 3-2                 | Belfast Celtic     |                                  |            |
| 1927/28        | Linfield           |                     | Belfast Celtic     |                                  |            |
| 1928/29        | Linfield           |                     | Ards               | Solitude, Belfast                |            |
| 1929/30        | Lisburn Distillery |                     |                    |                                  |            |
| 1930/31        | Linfield           |                     | Belfast Celtic     |                                  |            |
| 1931/32        | Coleraine          |                     |                    |                                  |            |
| 1932/33        | Cliftonville       |                     |                    |                                  |            |
| 1933/34        | Portadown          | 1-0                 | Glentoran          | Solitude, Belfast                |            |
| 1934/35        | Belfast Celtic     |                     |                    |                                  |            |
| 1935/36        | Linfield           | 3-0                 | Lisburn Distillery | Celtic Park, Belfast             |            |
| 1936/37        | Linfield           |                     |                    |                                  |            |
| 1937/38        | Portadown          |                     |                    |                                  |            |
| 1938/39        | Belfast Celtic     |                     |                    |                                  |            |
| 1939/40        | Belfast Celtic     |                     |                    |                                  |            |
| 1940/41        | Belfast Celtic     | Torneo all'Italiana |                    |                                  |            |
| 1941/42        | Glentoran          | Torneo all'Italiana |                    |                                  |            |
| 1942/43        | Linfield           | Torneo all'Italiana |                    |                                  |            |
| 1943/44        | Belfast Celtic     | Torneo all'Italiana |                    |                                  |            |
| 1944/45        | Linfield           | Torneo all'Italiana |                    |                                  |            |
| 1945/46        | Belfast Celtic     | Torneo all'Italiana |                    |                                  |            |
| 1946/47        | Belfast Celtic     | Torneo all'Italiana |                    |                                  |            |
| 1947/48        | Belfast Celtic     | 2-0                 | Lisburn Distillery | Solitude, Belfast                |            |
| 1948/49        | Linfield           | 5-0                 | Glenavon           |                                  |            |
| 1949/50        | Linfield           | 3-2                 | Portadown          |                                  |            |
| 1950/51        | Linfield           | 5-1                 | Glentoran          | Solitude, Belfast                |            |
| 1951/52        | Glentoran          | 2-1                 | Glenavon           | Windsor Park, Belfast            | 15,000     |
| 1952/53        | Portadown          |                     |                    |                                  |            |
| 1953/54        | Ards               | 2-1                 | Lisburn Distillery | Seaview, Belfast                 | 6,000      |
| 1954/55        | Glenavon           |                     | Linfield           |                                  |            |
| 1955/56        | Linfield           |                     |                    |                                  |            |
| 1956/57        | Glenavon           | 3-1                 | Derry City         |                                  |            |
| 1957/58        | Linfield           |                     | Glenavon           |                                  |            |
| 1958/59        | Coleraine          | 1-0                 | Glentoran          | Windsor Park, Belfast            |            |
| 1959/60        | Linfield           |                     |                    |                                  |            |
| 1960/61        | Glentoran          | 4-2                 | Linfield           | Solitude, Belfast                |            |
| 1961/62        | Linfield           | 4-0                 | Glentoran          | Grosvenor Park, Belfast          |            |
| 1962/63        | Glentoran          | 3-1                 | Derry City         | Windsor Park, Belfast            |            |
| 1963/64 Replay | Linfield           | 2-2                 | Glentoran          | Windsor Park, Belfast            |            |
| 1963/64 Replay | Linfield           | 3-2                 | Glentoran          | The Oval, Belfast                |            |
| 1964/65        | Derry City         | 5-2                 | Crusaders          | Windsor Park, Belfast            |            |
| 1965/66        | Linfield           | 6-0                 | Portadown          | The Oval, Belfast                |            |
| 1966/67        | Glentoran          | 5-2                 | Crusaders          | Windsor Park, Belfast            |            |
| 1967/68        | Linfield           | 3-2                 | Ards               | The Oval, Belfast                |            |
| 1968/69 Replay | Linfield           | 0-0                 | Glentoran          | Windsor Park, Belfast            |            |
| 1968/69 Replay | Linfield           | 2-1                 | Glentoran          | The Oval, Belfast                | 20,000     |
| 1969/70        | Coleraine          | 1-0                 | Glentoran          | Windsor Park, Belfast            |            |
| 1970/71        | Linfield           | 2-1                 | Glentoran          | The Oval, Belfast                | 15,000     |
| 1971/72        | Portadown          | 0-0*                | Ards               | Mourneview Park, Lurgan          | 5,000      |
| 1972/73        | Linfield           | 2-0                 | Portadown          | Castlereagh Park, Newtownards    |            |
| 1973/74        | Ards               | 4-1                 | Bangor             | The Oval, Belfast                |            |
| 1974/75        | Ballymena Utd      | 3-2                 | Glentoran          | Windsor Park, Belfast            | 2,000      |
| 1975/76        | Coleraine          | 2-1                 | Ballymena Utd      | Ballymena Showgrounds, Ballymena | 6,000      |
| 1976/77        | Glentoran          | 5-1                 | Linfield           | Windsor Park, Belfast            | 10,000     |
| 1977/78        | Glentoran          | 3-1                 | Glenavon           | Windsor Park, Belfast            |            |
| 1978/79        | Portadown          | 2-1                 | Cliftonville       | Windsor Park, Belfast            | 6,000      |
| 1979/80        | Linfield           | 2-1                 | Ballymena Utd      | Windsor Park, Belfast            |            |
| 1980/81        | Cliftonville       | 3-1                 | Linfield           | Windsor Park, Belfast            | 10,000     |
| 1981/82        | Linfield           | 1-1(dts)*           | Ballymena Utd      | The Oval, Belfast                |            |
| 1982/83        | Glentoran          | 2-0                 | Linfield           | The Oval, Belfast                |            |
| 1983/84        | Linfield           | 3-1                 | Glentoran          | Windsor Park, Belfast            |            |
| 1984/85        | Linfield           | 3-1                 | Glentoran          | Windsor Park, Belfast            |            |
| 1985/86        | Crusaders          | 3-1                 | Linfield           | The Oval, Belfast                |            |
| 1986/87        | Glentoran          | 3-2                 | Linfield           | The Oval, Belfast                |            |
| 1987/88        | Linfield           | 3-0                 | Newry City         | The Oval, Belfast                | 5,000      |
| 1988/89        | Linfield           | 1-0                 | Portadown          | The Oval, Belfast                |            |
| 1989/90 Replay | Linfield           | 0-0                 | Portadown          | The Oval, Belfast                |            |
| 1989/90 Replay | Linfield           | 2-0                 | Portadown          | The Oval, Belfast                |            |
| 1990/91        | Glenavon           | 2-1                 | Portadown          | Windsor Park, Belfast            | 8,000      |
| 1991/92        | Glentoran          | 1-0                 | Cliftonville       | Windsor Park, Belfast            | 10,000     |
| 1992/93        | Portadown          | 1-0                 | Cliftonville       | Windsor Park, Belfast            | 7,000      |
| 1993/94        | Lisburn Distillery | 4-3 (dts)           | Bangor             | Windsor Park, Belfast            | 750        |
| 1994/95        | Glentoran          | 1-1 (dts)*          | Crusaders          | Windsor Park, Belfast            | 2,000      |
| 1995/96        | Crusaders          | 1-0                 | Linfield           | The Oval, Belfat                 |            |
| 1996/97        | Linfield           | 1-0                 | Glenavon           | The Oval, Belfast                | 3,253      |
| 1997/98        | Glenavon           | 4-2                 | Coleraine          | Windsor Park, Belfast            | 2,036      |
| 1998/99        | Glentoran          | 3-1                 | Portadown          | Windsor Park, Belfast            | 2,670      |
| 1999/00        | Glentoran          | 4-2                 | Linfield           | Windsor Park, Belfast            | 6,000      |
| 2000/01        | Glentoran          | 4-3                 | Coleraine          | Windsor Park, Belfast            | 3,000      |

(*) Vittoria ottenuta dopo i calci di rigore.

### Vittorie per Squadra
| Club               | Vittorie |
| ------------------ | -------- |
| Linfield           | 35       |
| Glentoran          | 15       |
| Belfast Celtic     | 10       |
| Portadown          | 6        |
| Lisburn Distillery | 5        |
| Coleraine          | 4        |
| Glenavon           | 4        |
| Cliftonville       | 3        |
| Ards               | 2        |
| Crusaders          | 2        |
| Ballymena Utd      | 1        |
| Derry City*        | 1        |
| Shelbourne**       | 1        |

(*) Squadra dell'Irlanda del Nord che dal 1985-86 milita nella FAI Premier Division.
(**) Unica squadra della Repubblica d'Irlanda ad aver conquistato il trofeo (prima della secessione dal Regno Unito).